# Ledové Pustevny
Ledové Pustevny (také známy jako Ledové sochy na Pustevnách) je festival ledových soch na Pustevnách. Během této každoroční akce řezbáři vytvářejí na Pustevnách ledové sochy. Vstup na festival je zdrama.

## Ročníky

### 2019
Ročník 2019 se konal od 12. do 27. ledna 2019. Ve dvou stanech se rozprostíraly sochy, které byly vyrobeny z celkem 40 tun ledu. Led zpracovávalo od 3. ledna 2019 šest českých a slovenských řezbářů. Vstup na festival byl stejně jako v minulých ročnících zdarma. Hitrádio Orion, které z tohoto ročníku festivalu vysílalo živě každý víkend od 10:00 do 15:00 hodin, zde pořádalo hry a soutěži pro děti a z Ledového studia vysílal živě Kuba Ohnutek, Vladan Jíl a další moderátoři Hitrádia. V neděli 20. ledna 2019 proběhla autogramiáda zpěváka Miraie Navrátila z hudební skupiny Mirai. 